# Deutsche Meisterschaft im Straßenrennen 1984
Die Deutsche Meisterschaft im Straßenrennen 1984 fand am 24. Juni statt. Startberechtigt waren Berufsfahrer mit einer Lizenz des Bundes Deutscher Radfahrer.

## Rennverlauf
Der Deutsche Meister im Straßenrennen 1984 wurde im Rahmen der Drei-Nationen-Meisterschaft der Berufsfahrer aus Deutschland, der Schweiz und Luxemburg in einem gemeinsamen Meisterschaftsrennen ermittelt. Bei dieser Drei-Nationen-Meisterschaft wurde ein Gesamtsieger ermittelt sowie für jede beteiligte Nation der eigene Meister geehrt. 16 Radrennfahrer mit einer Profilizenz des Bundes Deutscher Radfahrer waren am Start. Lediglich Gregor Braun und Hans Neumayr traten nicht an. Dazu kamen 21 Schweizer und der Luxemburger Claude Michely. Das Rennen führte über 205,4 Kilometer auf einem Rundkurs rund um die Gemeinde Grevenmacher in Luxemburg. Schwierigster Teil der Strecke war der Anstieg nach Oberdonven auf Kopfsteinpflaster. Eine Vorentscheidung fiel nach 65 Kilometern, als sich eine Gruppe von neun Fahrern absetzen konnte. Aus dieser Gruppe löste sich Erich Mächler, der das Rennen als Solist gewann. Deutscher Meister wurde Raimund Dietzen, der als Dritter ins Ziel kam. Insgesamt kamen 18 Fahrer ins Ziel.

## Ergebnis
|     | Fahrer           | Team/Sponsor          | Zeit           |
| --- | ---------------- | --------------------- | -------------- |
| 01. | Reimund Dietzen  | Teka                  | 5:37:58 h      |
| 02. | Uwe Bolten       | Dries-Verandalux-Gios | + 2:24 Minuten |
| 03. | Götz Heine       | Kotter’s Racing Team  | gl. Zeit       |
| 04. | Hans Hindelang   | Nissan                | gl. Zeit       |
| 05. | Josef Kristen    | Renn Tour-Bi Bici     | gl. Zeit       |
| 06. | Stefan Schröpfer | Knauber-Kotter        | gl. Zeit       |
| 0   |                  |                       |                |